# 구이양 궤도교통
구이양 궤도교통(중국어 간체자: 贵阳地铁, 정체자: 貴陽地鐵)은 중화인민공화국 구이저우성 구이양시의 도시 철도이다.

## 노선
- 구이양 지하철 1호선

## 같이 보기
- 지하철 목록